# Endemismo

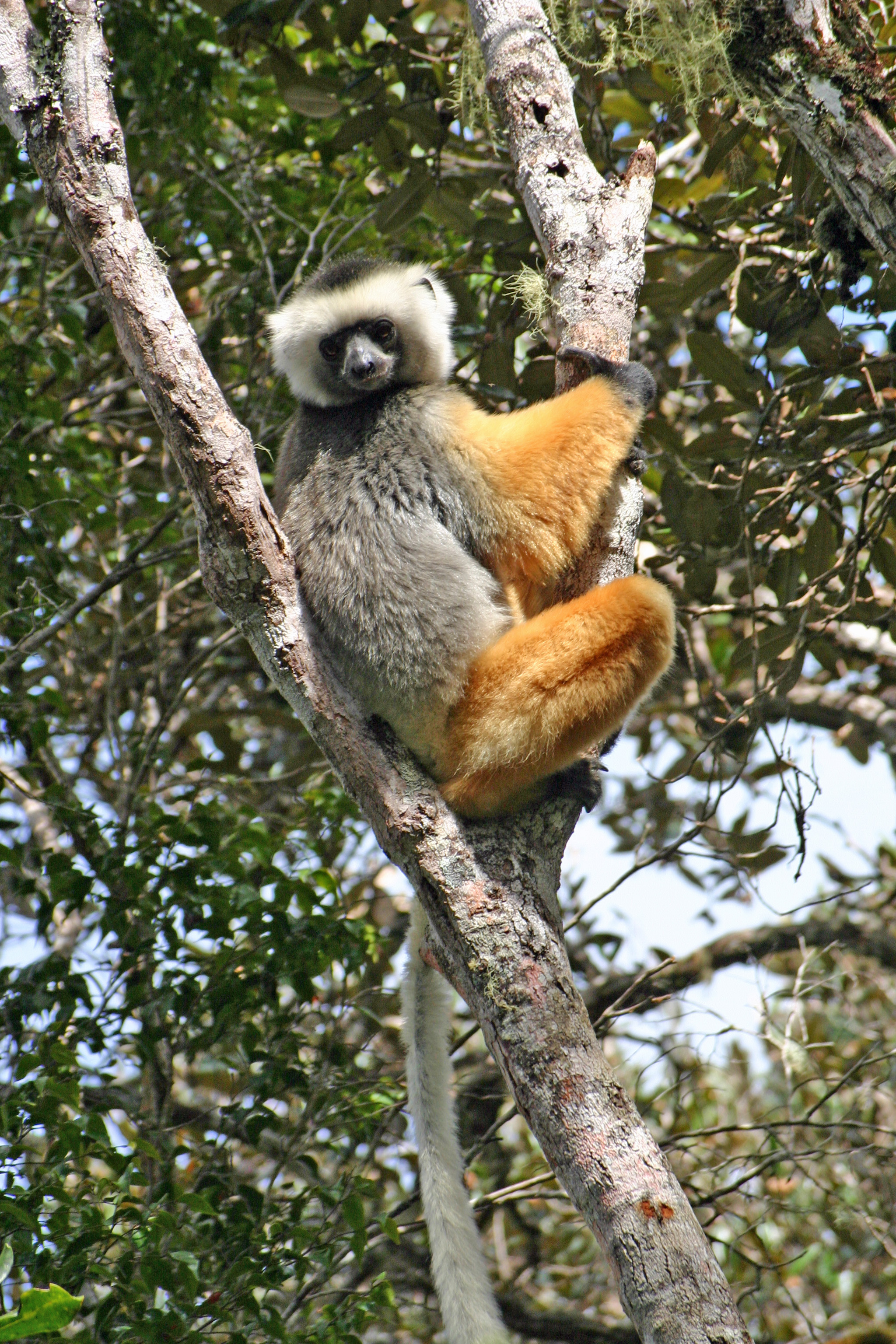
I Lemuri sono un ordine di primati endemici del Madagascar

L'endemismo è il fenomeno per cui alcune specie vegetali o animali sono esclusive di un dato territorio. Le specie endemiche sono un sottoinsieme delle specie autoctone. Il termine endemismo si applica sia ad ampi territori, al limite anche interi continenti, che ad areali molto ristretti, come quelli insulari, a volte estesi solo per qualche chilometro quadrato.

## Origine del termine
Il termine endemismo fu utilizzato per la prima volta in botanica nel 1820 dal naturalista svizzero Augustin Pyrame de Candolle, che lo riprese dalla terminologia medica.
Esistono due categorie principali di endemismo:
- paleoendemismo, utilizzato per indicare specie anticamente diffuse in areali ampi, ma per qualche motivo sparite in gran parte dell'areale originario, così che oggi (o fino a tempi recenti) le si può trovare solo in ambienti ristretti;
- neoendemismo, utilizzato in riferimento a specie di comparsa relativamente recente in determinati ambienti, ad esempio in seguito ad ibridazione ancestrale con altre specie.

Si parla invece di endemismo puntiforme quando l'areale della specie è limitato a un ambiente di piccole dimensioni, senza che vi sia la possibilità di espansione naturale dello stesso; esempi di endemismi puntiformi italiani sono il Carpione del Garda ed il Carpione del Fibreno, oltre a quasi tutte le faune cavernicole. Spesso gli endemismi puntiformi corrono seri rischi di estinzione.

## Panoramica
Fattori fisici, climatici e biologici possono contribuire all'endemismo. L'uccello dal petto arancione si trova esclusivamente nella zona di vegetazione di fynbos nel sud - ovest del Sud Africa. L'orso glaciale si trova solo in posti limitati nel sud-est dell'Alaska. I fattori politici possono svolgere un ruolo se una specie è protetta o cacciata attivamente in una giurisdizione ma non in un'altra. 
Esistono due sottocategorie di endemismo: paleoendemismo e neoendemismo. Il paleoendemismo si riferisce a specie che erano precedentemente diffuse ma che ora sono limitate a un'area più piccola. Il neoendemismo si riferisce a specie che sono sorte di recente, come attraverso la divergenza e l'isolamento riproduttivo o attraverso l'ibridazione e la poliploidia nelle piante. 
Le specie endemiche possono facilmente diventare in via di estinzione o estinte se i loro cambiamenti di habitat limitati, in particolare, ma non solo, a causa di azioni umane, tra cui l'introduzione di nuovi organismi. Alla fine del secolo, i petrels erano ritenuti estinti. I cedri, già devastati da secoli di costruzione navale, furono portati quasi all'estinzione nel ventesimo secolo dall'introduzione di un parassita. I petrels e i cedri delle Bermuda sono ora rari, così come altre specie endemiche delle Bermuda.

## Endemismi nel mondo

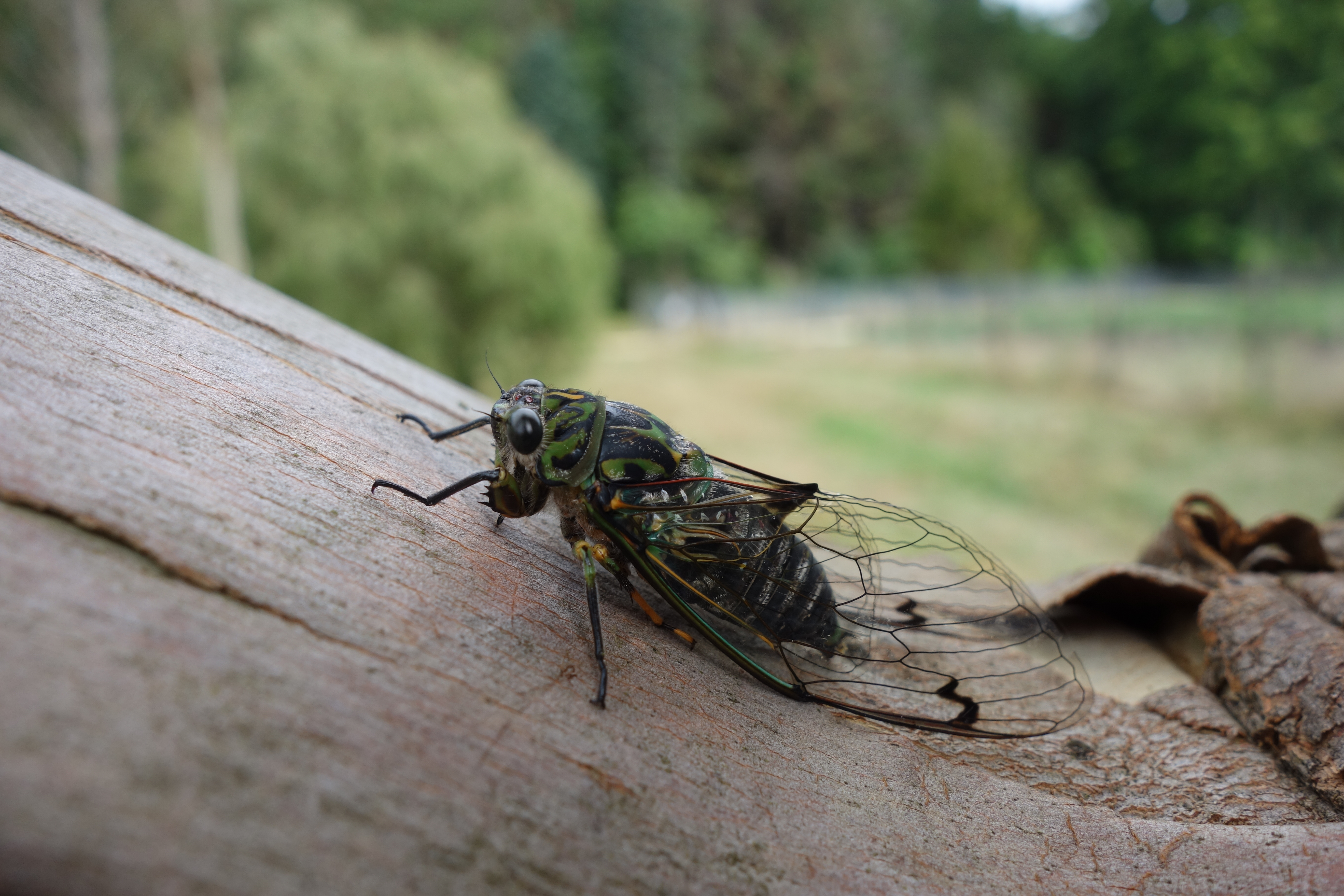
Amphipsalta zelandica, una specie endemica della Nuova Zelanda

Gli endemismi sono particolarmente diffusi nelle isole, dove sono favoriti dalle barriere geografiche che evitano la dispersione zoologica: la quantità di endemismi riscontrabili su un'isola è direttamente proporzionale alla sua età geologica ed alla sua distanza dalla terraferma. Altri ambienti possono essere di fatto isolati dalle aree circostanti perché presentano habitat o climi completamente dissimili: le alte vette montane, le caverne, i laghi profondi, le fosse oceaniche.
La circoscrizione dell'areale in cui un organismo endemico vive, a cui spesso si somma l'alta specificità in termini di adattamento che questo evolve, fa sì che gli organismi endemici siano estremamente vulnerabili nei confronti di cambiamenti climatici, competizione con organismi non autoctoni.
Nel mondo, sono considerati importantissimi centri di endemismi ristretti le isole Galápagos, le isole Hawaii, la Nuova Caledonia, l'isola di Socotra, il Madagascar, la Nuova Zelanda, le isole Mascarene e le isole Canarie. In Italia risultano molto ricche di endemismi la Sardegna e la Sicilia, nonché le isole minori. In Europa, il maggior centro di biodiversità vegetale è rappresentato dalle Alpi che ospitano circa 5 500 specie di piante (il 43% della flora europea) di cui 350 endemiche (7% del totale).
A volte una specie diffusa su più territori presenta sottospecie endemiche di singole aree (p.es. l'orso bruno).

## Minacce per regioni altamente endemistiche
Le principali cause del degrado dell'habitat e della perdita in ecosistemi altamente endemistici includono l'agricoltura, la crescita urbana, l'estrazione superficiale, l'estrazione di minerali, le operazioni di disboscamento e l'agricoltura taglia e brucia.

## Esempi di endemismi italiani
- Salamandrina terdigitata, limitata al versante tirrenico della penisola a sud del fiume Volturno, a nord del fiume si trova Salamandrina perspicillata che arriva verso nord fino in Liguria;
- l'euprotto sardo, limitato a parte della Sardegna orientale;
- l'orecchione sardo, limitato alla Sardegna
- il Gatto selvatico sardo, sottospecie limitata alla Sardegna settentrionale.
- l'ontano napoletano, limitato all'Italia meridionale e alla Corsica.
- la falena Brahmaea europaea, limitata alla Basilicata.
- il pesce gobide Orsinigobius punctatissimus, endemico di alcune risorgive della Pianura Padana orientale.
- il pesce gobide Neogobius nigricans, endemico dei fiumi dell'Italia Centrale tirrenica.
- il crostaceo Chirocephalus marchesonii, endemico del Lago di Pilato, nelle Marche.

- il Cervo sardo, sottospecie del cervo europeo endemica della Sardegna e della Corsica.
- Limonium todaroanum, pianta endemica della Sicilia.
- la chiocciola di Montecristo Oxychilus oglasicola, limitata all'isola di Montecristo e a Pianosa.
- il coleottero Malthodes zangherii, nella zona detta "Burraia" (Appennino forlivese) del Parco nazionale delle Foreste Casentinesi, Monte Falterona e Campigna.
- la lucertola azzurra (Podarcis siculus coeruleus), limitata ai Faraglioni di Capri.
- Troglohyphantes pedemontanus delle Grotte di Bossea
- la Quercus ithaburensis macrolepis, limitata al Salento meridionale.